# 川原慶久
川原 慶久（かわはら よしひさ、1976年6月22日 - ）は、日本の男性声優、ナレーター。東京都出身。アクロスエンタテインメント所属。

## 経歴
羽黒高等学校卒業。
大学時代の試験期間の時に深夜で放送されていたテレビアニメ『serial experiments lain』を観たことがきっかけで声優・ナレーターを目指した。それまではゲームをプレイしても声優になろうとは思っていなかったという。
大学在学中に養成所に通っていた。その時は大学まで通っている息子が急に役者、ナレーション、声優の道を目指し始めるというのと家族から猛反対されるというわけであった。そこで背水の陣ではないが、自分を追い込みながら「ここで養成所の通っている中で1、2年で結果が出なかったらすっぱり諦めよう」ということで、進めていって2023年時点では20何年も活動しているという。
松濤アクターズギムナジウム卒。
声優デビュー作自体はモブ役で出演していたこともあったが、初めて役付きでのデビューは『テニスの王子様』の橘桔平役であった。
ケッケコーポレーション、アトミックモンキーを経て、2010年12月よりアクロス エンタテインメントに所属。

## 人物
アニメ、ゲーム、外画の吹き替え、ナレーションなどに多数出演し活躍。
役柄としては、若い頃から、幅広く色々な役を演じているが、かつては少年役も多かったという。
2007年からは下和田ヒロキとパフォーマンスユニット『時計仕掛けのブリキおじさん』を結成。間島淳司とは特に仲が良く、互いのブログに度々登場している。
ゲーム「世界樹の迷宮シリーズ」のファンを公言しており、度々同タイトルのプロモーションなどの企画に出演している。また、『グランブルーファンタジー』のヘビーユーザーとしても知られる。
趣味・特技は天体観測、ドライブ。
資格は普通自動車免許、大型自動二輪車免許。

## 出演
太字はメインキャラクター。

### テレビアニメ
2001年
- シャーマンキング（シルヴァーサン、参上等）
- テニスの王子様（2001年 - 2022年、橘桔平、金田一郎） - 3シリーズ

2002年
- 十二国記（驃騎、村人）
- はじめの一歩（観客、学生達）

2003年
- アストロボーイ・鉄腕アトム（SP）
- ガンパレード・マーチ 〜新たなる行軍歌〜（若宮康光）
- 幻影闘士バストフレモン（ビフォー）
- SPACE PIRATE CAPTAIN HERLOCK
- TEXHNOLYZE（男E）
- 鋼の錬金術師（男3）
- MOUSE（記者A）
- 遊☆戯☆王デュエルモンスターズ（ラフェール）

2004年
- かいけつゾロリ（野手、観客、ゾゾーサ）
- GANTZ 〜the first stage〜（空手部主将〈霞龍一〉、鬼塚千明）
- サムライチャンプルー（海賊、客、捕り方）
- 蒼穹のファフナー（男子生徒）
- 舞-HiME（船員）

2005年
- アイシールド21（大山、生徒）
- SHUFFLE!（ナンパ男）
- 涼風（衣笠鉄人）
- 蟲師（男）
- 遊☆戯☆王デュエルモンスターズGX（マッドドッグ犬飼）

2006年
- 韋駄天翔（ジロー）
- おとぎ銃士 赤ずきん（ラルゴ）
- capeta（大亀総太、スタッフ）
- ケロロ軍曹（2006年 - 2010年、マスター、リチャード）
- 彩雲国物語（客、全商連幹部、藍州州尹、牢番）
- シュヴァリエ 〜Le Chevalier D'Eon〜（ジョージ3世、議員、衛兵 他）
- 天保異聞 妖奇士（明楽〈西牙〉）
- NANA（2006年 - 2007年、高木泰士）
- 妖逆門（デコ）
- BLOOD+
- まもって!ロリポップ（カーリー）
- 夢使い（電車のアナウンス）
- ワンワンセレプー それゆけ!徹之進（犬山マサオ）

2007年
- AYAKASHI（2007年 - 2008年、金井昌介、久坂武）
- CODE-E（2007年 - 2008年、校長、男、ガードマン、オペレーター） - 2シリーズ
- セイント・ビースト〜光陰叙事詩天使譚〜（中位天使B）
- ZOMBIE-LOAN（青年B）
- 逮捕しちゃうぞ フルスロットル（店主、運転手、作業員、警官）
- 地球へ…（オペレーター、男子生徒）
- 桃華月憚（噺家、受話器の声、男子生徒 他）
- はぴはぴクローバー（メルのパパ、ドリー、ゆうた）
- ひぐらしのなく頃に解（美代子の父、番犬隊員）
- 魔人探偵脳噛ネウロ（ボス）
- 湾岸ミッドナイト（クロ）

2008年
- ウエルベールの物語 〜Sisters of Wellber〜 第二幕（カエサル）
- 家庭教師ヒットマンREBORN!（ジャッジョーロ、グロ・キシニア）
- 君が主で執事が俺で（ディーラー）
- 銀魂（2008年 - 2011年、明智光秀、バルムンク＝フェザリオン、蓮蓬A） - 2シリーズ
- 恋姫†無双（2008年 - 2009年、兵士、兵） - 2シリーズ
- チーズスイートホーム（獣医さん、おそば屋さん、配達屋さん）
- とある魔術の禁書目録（2008年 - 2018年、青髪ピアス、アンチスキル、スキルアウト 他） - 3シリーズ
- ペルソナ 〜トリニティ・ソウル〜（楢崎智弘）
- ポルフィの長い旅（男）
- 無限の住人（客1）

2009年
- 青い文学シリーズ「人間失格」（長兄）
- アラド戦記〜スラップアップパーティー〜（ベヒーモス、ガスプ、村人A、格闘家A 他）
- 怪談レストラン（水窪ユウマ）
- キディ・ガーランド（ムスコ、管制室長、兵卒C）
- 獣の奏者 エリン（カザルム公）
- けんぷファー（2009年 - 2011年、東田幹仁） - 2シリーズ
- 絶対可憐チルドレン（ボス）
- 07-GHOST（ワカバ＝オーク元帥、試験官）
- DARKER THAN BLACK -流星の双子-（三号機関隊員）
- にゃんこい!（伊藤謙、男子A、男性教師、通行人、太男、檀家、おじさん猫）
- 遊☆戯☆王5D's（2009年 - 2010年、ルドルフ・ハイトマン、カップラーメンマン）

2010年
- あそびにいくヨ!（B.Cリーダー）
- アマガミSS（田中先生）
- おおかみかくし（葛西鋭二）
- けいおん!!（ボーカル）
- ケシカスくん（彫刻刀丸、替芯マン、鉛筆削り）
- 薄桜鬼（浪人）
- バクマン。（2010年 - 2013年、エイジの父、内田太樹、中路靖二郎、安岡ひろみ、内田太樹、emo 他） - 3シリーズ
- はなかっぱ（子供時代のダロ、ベーヤの父）
- パンティ&ストッキングwithガーターベルト（男）
- FAIRY TAIL（2010年 - 2024年、ビックスロー、ダートン、リヴァイア、プレヒト・ゲイボルグ） - 4シリーズ
- 夢色パティシエール（レオン、エミリオ） - 2シリーズ
- 四畳半神話大系（ほんわか男子C）

2011年
- 俺たちに翼はない（針生蔵人）
- 機動戦士ガンダムAGE（アダムス・ティネル、エウバ手下）
- 逆境無頼カイジ 破戒録篇（男B）
- SKET DANCE（近藤真樹彦〈マッキ〉）
- 戦国☆パラダイス -極-（島左近）
- TIGER & BUNNY（Mr.ホッパー）
- 日常（笹原幸治郎、絵の男性、兵士0番）
- 爆丸バトルブローラーズ ガンダリアンインベーダーズ（ネオジップザム）
- BLEACH（ひったくり）
- 星空へ架かる橋（初の父）
- 未来日記（平坂黄泉〈12th〉、セバスチャン、大塚、アナウンサー、小宮、井口、議員、里中刑事、レポーター）

2012年
- アクエリオンEVOL（警備兵）
- アクセル・ワールド（マッチメイカー）
- 妖狐×僕SS（男）
- 宇宙兄弟（管制官）
- エリアの騎士（飛鳥享）
- ガールズ&パンツァー（秋山淳五郎）
- 境界線上のホライゾンII（ペドロ・バルデス、ミルトン、泰造）
- ドラえもん（テレビ朝日版第2期）（2012年 - 2020年、アナウンサー、司会、金優男性）
- 緋色の欠片（ツヴァイ） - 2シリーズ
- 氷菓（谷惟之、校務員、先生、ナレーション、男性、落研部員、工作部員）
- 貧乏神が!（懋毘威）
- 武装神姫（レインディアバスター）
- ヨルムンガンド PERFECT ORDER（エクスカリバー）
- ラストエグザイル-銀翼のファム-（グラキエス伝令）

2013年
- うたの☆プリンスさまっ♪ マジLOVE2000%（国王）
- 宇宙兄弟（ラリー・バイソン、北村キクオ、ハミルトン）
- カーニヴァル（ビザンテ、デルメン、八莉の父）
- 銀の匙 Silver Spoon（桜木先生）
- クレヨンしんちゃん（2013年 - 2021年、可成池輝、若井、帽子の客、ラジオ体操の声、酢米探史）
- 新世界より（藤田）
- たまこまーけっと（清水屋〈清水富雄〉）
- ダンボール戦機WARS（磯谷ゲンドウ）
- とある科学の超電磁砲 シリーズ（2013年 - 2020年、青髪ピアス〈BLAU〉） - 2シリーズ
- 幕末義人伝 浪漫（酒井正純、虚無僧、ゾンビ〈タケナカハンベー〉、水兵）
- まんがーる!（リョーマ、客、猿、書店員、漫画家）
- やはり俺の青春ラブコメはまちがっている。（2013年 - 2015年、大和、厚木） - 2シリーズ
- 勇者になれなかった俺はしぶしぶ就職を決意しました。（バイザー・クロスロード、クアン・セグメント）
- 私がモテないのはどう考えてもお前らが悪い!（担任教師、アニメ絵の男、国語教師、全裸な執事、DVD屋の男）

2014年
- オレん家のフロ事情（アヒルちゃん）
- ソードアート・オンラインII（中年男）
- デンキ街の本屋さん（店長）
- 東京ESP（教授）
- のうりん（バター健）
- ノブナガン（ハロルド）
- フューチャーカード バディファイト（2014年 - 2018年、未門隆、滝原剣、煮付二世、魔王 ガーグナー、アイスブレイド・ジョーカー / 水王の側近 シュタインブレイド・ジョーカー / サンダーブレイド・ジョーカー、美技の刀獣 三日月宗近、アミーゴ★タカタ 他） - 5シリーズ
- 魔弾の王と戦姫（カシム）
- 魔法科高校の劣等生（柳連）
- 魔法少女大戦（雉川）

2015年
- アブソリュート・デュオ（タツ）
- 終わりのセラフ（長井伍長）
- ヒーローバンク（ゴム・クルーズ）
- レーカン!（代返侍）

2016年
- あまんちゅ!（にっく先生）
- ブブキ・ブランキ 星の巨人（ビックス）
- ONE PIECE（2016年 - 2022年、ロディ、シャーロット・オペラ、猫車、カバレッタ、ジグラ、モービル、ダクワーズ、ブッシュ 他）

2017年
- 霊剣山 叡智への資格（仙士、村人、伝令、智教信者、役人 他）
- チェインクロニクル 〜ヘクセイタスの閃〜（ブルクハルト）
- デジモンユニバース アプリモンスターズ（ショットモン）
- アトム ザ・ビギニング（榊原〈電話の声〉）
- 弱虫ペダル シリーズ（2017年 - 2022年、川原群平） - 2シリーズ
- 夏目友人帳 陸（面の妖怪）
- ゼロから始める魔法の書（魔術師団E）
- 恋と嘘（柴田渉）
- 境界のRINNE（黒井レイ）
- 異世界食堂（公王）
- メイドインアビス（シムレド）
- ONE PIECE エピソードオブ東の海 〜ルフィと4人の仲間の大冒険!!〜
- TSUKIPRO THE ANIMATION（2017年 - 2021年、灰月文彦） - 2シリーズ
- ROBOMASTERS THE ANIMATED SERIES（実況）

2018年
- アイドリッシュセブン（2018年 - 2023年、姉鷺カオル） - 4シリーズ
- 伊藤潤二『コレクション』（内田）
- 東京喰種トーキョーグール:re（和修政） - 2シリーズ
- グラゼニ（ナオキ）
- バキ（2018年 - 2020年、愚地克巳） - 2シリーズ
- 名探偵コナン（2018年 - 2024年、寺内直哉、和田孝平、山田岳人、島田典弘）
- 抱かれたい男1位に脅されています。（高原星悟）

2019年
- 賢者の孫（ミッシェル＝コーリング）
- 鬼滅の刃（鼓屋敷の鬼）

2020年
- アサティール 未来の昔ばなし（アッバースの手下）
- パズドラ（2020年 - 2025年、ルルル王子、シュネイガー）
- 半妖の夜叉姫（寿庵）

2022年
- BORUTO-ボルト- NARUTO NEXT GENERATIONS（舟戸イサリ）

2023年
- 冰剣の魔術師が世界を統べる（ハワード＝ケネット）
- 英雄王、武を極めるため転生す 〜そして、世界最強の見習い騎士♀〜（レオーネの父）
- 暴食のベルセルク（セト）

2024年
- キングダム（劉冬）
- キン肉マン 完璧超人始祖編（2024年 - 2025年、マーベラス） - 2シリーズ
- 来世は他人がいい（菅蘭蔵）
- きのこいぬ（つばきの元夫）

2025年
- ありふれた職業で世界最強 season 3（ディンリード）
- Unnamed Memory Act.2（イツ）
- メダリスト（梟木豊）
- 最強王図鑑 〜The Ultimate Tournament〜（Mr.モースト）
- ユア・フォルマ（ユーグ）
- CITY THE ANIMATION（真壁鶴菱、春日、マカベェ）

### 劇場アニメ
2000年代
- 劇場版 テニスの王子様 跡部からの贈り物 君に捧げるテニプリ祭り（2005年、橘桔平、金田一郎）

2010年代
- TRIGUN Badlands Rumble（2010年）
- ONE PIECE FILM Z（2012年）
- AURA 〜魔竜院光牙最後の闘い〜（2013年、警備員）
- Kick-Heart（2013年、アナウンサー）
- SHORT PEACE「火要鎮」（2013年、火消し）
- 劇場版 とある魔術の禁書目録 -エンデュミオンの奇蹟-（2013年、青髪ピアス）
- たまこラブストーリー（2014年、清水屋〈清水富雄〉）
- ガールズ&パンツァー 劇場版（2015年、秋山淳五郎）
- 劇場版 マジンガーZ / INFINITY（2018年、防衛隊兵）
- 名探偵コナン ゼロの執行人（2018年、記者）
- 劇場版総集編【前編】メイドインアビス 旅立ちの夜明け（2019年、シムレド）

2020年代
- イエスかノーか半分か（2020年、都築潮）
- 映画 さよなら私のクラマー ファーストタッチ（2021年、三浦）
- 範馬刃牙VSケンガンアシュラ（2024年、愚地克巳）

### OVA
2000年代
- マクロス ゼロ（2002年、スカル・スリー）
- I"s Pure（2005年、水島）
- テニスの王子様 Original Video Animation 全国大会篇（2006年、橘桔平）

2010年代
- SEX PISTOLS（2010年、斑目国政）
- BLACK LAGOON Roberta's Blood Trail（2010年、ラーキン、FARC D1）
- SUPERNATURAL: THE ANIMATION（2011年、トビー、SWAT隊員、警官、チャーリーの仲間、スタッフ、酒場の人 他）
- テニスの王子様 Original Video Animation ANOTHER STORYII アノトキノボクラ（2011年、橘桔平）
- FAIRY TAIL 〜ようこそ フェアリーヒルズ!!〜（2011年、ビックスロー）
- ファンタジスタ ステラ（2014年 - 2015年、クローノス・ロナウド） - コミックス第9・10巻DVD付き限定版
- 機動戦士ガンダム THE ORIGIN（2015年、スレンダー） - 2019年に再編集作品『THE ORIGIN 前夜 赤い彗星』テレビ放送
- ガールズ&パンツァー 最終章（時期未定、秋山淳五郎）

### Webアニメ
- カレバカ〜吾輩ノ彼ハ馬鹿でR〜（2015年、ナレーション）
- 範馬刃牙（2023年、愚地克巳）
- BULLET/BULLET（2025年、ブレックファースト[70][58]）

### ゲーム
時期不明
- テニスの王子様 シリーズ（橘桔平、金田一郎）

2003年
- 探偵学園Q 奇翁館の殺意（穂積倫則）

2004年
- 鋼の錬金術師2 赤きエリクシルの悪魔（レト信者）

2005年
- THE 鑑識官（車早太郎）
- 必殺裏稼業（原崎長治郎）
- TOUGH DARK FIGHT（デューク・寺島）

2006年
- 絶体絶命都市2 -凍てついた記憶たち-（藤宮グループスタッフ）
- パチパラ13 〜スーパー海とパチプロ風雲録〜（乾）
- ふぁいなりすと
- 愛と欲望は学園で 〜華麗なる夜の舞踏会〜（一ノ瀬夏秋）

2007年
- パチパラ14 〜風と雲とスーパー海IN沖縄〜（乾）
- わざぼークイズゲームDVD（記憶の山の番人）

2008年
- スーパーロボット大戦シリーズ（2008年 - 2022年、ランド・トラビス） - 5作品

2009年
- なりそこない英雄譚〜太陽と月の物語〜（マフィン）

2010年
- ACE COMBATX2 ジョイントアサルト（ダニエル・オルマ）

2011年
- Original story from FAIRY TAIL 激突！カルディア大聖堂（ビックスロー）
- がんばれゴエモン2 奇天烈回胴活劇（マーブル5）
- 日常（宇宙人）（笹原幸治郎）

2012年
- ソウルキャリバーV
- タイムトラベラーズ（ナパ・ポーパオイン）
- テイルズ オブ エクシリア2（アスカ）
- FAIRY TAIL ゼレフ覚醒（ビックスロー）
- 未来日記 13人目の日記所有者 RE:WRITE（平坂黄泉）

2013年
- 境界線上のホライゾン PORTABLE（ペデロ・バルデス）
- 剣が君（柳生三厳）
- サモンナイト5（ソウケン）
- 新・世界樹の迷宮 ミレニアムの少女（オレルス）
- ダンボール戦機ウォーズ（磯谷ゲンドウ）
- デーモントライヴ（アラジン）
- 百年戦記 ユーロ・ヒストリア
- ボーイフレンド（仮）（向井和樹）

2014年
- GUILTY GEAR Xrd -SIGN-（チップ＝ザナフ）
- 声カレ〜放課後キミに会いに行く〜（悠真）
- ゼルダ無双（ヴァルガ）
- NAtURAL DOCtRINE（ジークリンデ）
- ハマトラ Look at Smoking World（ルチャ）
- 魔女っ子少年マジカルピース（アキラ / マギ・ナイト）
- 魔女のニーナとツチクレの戦士（クラウス）

2015年
- アイドリッシュセブン（姉鷺カオル）
- GUILTY GEAR Xrd -REVELATOR-（チップ＝ザナフ）
- 剣が君 for V（柳生三厳）
- 喧嘩番長6〜ソウル&ブラッド〜（長谷川大輝）
- 三国志パズル大戦（郭淮）
- 白猫プロジェクト（アンドリュー・ウチウスキー、ナップル・カトウ、ジモート・ノ・トゥーレ、ミスターマン）
- 月に寄りそう乙女の作法 〜ひだまりの日々〜（大蔵衣遠）
- フューチャーカード バディファイト 友情の爆熱ファイト!（アイスブレイド・ジョーカー）

2016年
- オーバーウォッチ（ゲンジ）
- 乙女理論とその周辺 -Bon Voyage-（大蔵衣遠）
- 怪盗夜想曲 〜ファントムノクターン〜（怪盗連盟 事務総長 ジャン）
- ザ・キング・オブ・ファイターズ（2016年 - 2022年、K'） - 3作品
- スターオーシャン5 Integrity and Faithlessness（ティファン・ドラクロア）
- スターオーシャン:アナムネシス（ティファン・ドラクロア）
- 世界樹の迷宮V 長き神話の果て（タウンクライヤー）
- ダウト〜嘘つきオトコは誰?〜（加賀美和巳）
- ぷよぷよ!!クエスト（2016年 - 2020年、ハルトマン、レグルス）
- League of Legends（タロン、ノーチラス、フィドルスティックス）
- 鳥籠のマリアージュ 〜初恋の翼〜（葉山司）

2017年
- エンドライド -X fragments-（ガロン）
- キャプテン翼 〜たたかえドリームチーム〜（バルカン）
- グランブルーファンタジー（2017年 - 2024年、タイアー、ネクタル）
- クイズRPG 魔法使いと黒猫のウィズ（アヴリオ）
- 刀剣乱舞（2017年 - 2023年、小豆長光）
- CARAVAN STORIES（ガムル）
- ゼノブレイド2

2018年
- 参千世界遊戯 〜Re Multi Universe Myself〜（オライオン・ドレッドノート）
- 世界樹の迷宮X（オリバー、衛兵）
- アークザラッド R（カイル）
- アサシン クリード オデッセイ（アルキビアデス）
- ぷよぷよeスポーツ（ハルトマン）
- JUDGE EYES:死神の遺言（東徹）

2019年
- とある魔術の禁書目録 幻想収束（青髪ピアス）
- ドラゴンクエストXI 過ぎ去りし時を求めて S（オスカー）

2020年
- サンクタス戦記-GYEE-（マイルズ）

2021年
- GUILTY GEAR -STRIVE-（チップ＝ザナフ）
- LOST JUDGMENT 裁かれざる記憶（東徹）

2022年
- 夢職人と忘れじの黒い妖精（ゴースト）
- WAR OF THE VISIONS ファイナルファンタジー ブレイブエクスヴィアス 幻影戦争（マクラッド）
- 北斗の拳 LEGENDS ReVIVE（アイン〈2代目〉）
- ブラックスター -Theater Starless-（岩水耕一）

2023年
- ガールフレンド（仮）（悪水売り男）

2024年
- ファイアーエムブレム ヒーローズ（フォルデ、ボールス）
- メタファー:リファンタジオ（ギド）

2026年
- MARVEL：TOKON FIGHTING SOULS（アイアンマン）

### ドラマCD
- 織田信奈の野望（相原良晴）
- 俺たちに翼はない シリーズ（針生蔵人）
  - 夢ラジオ・空色スクールデイズ
  - ドラマCD 俺たちに翼はない 3rd Season 特別篇
  - DJCD おれつば振興会 夢ラジオ・俺たちに翼はNIGHT vol.1
  - DJCD おれつば振興会 夢ラジオ・俺たちに翼はNIGHT vol.3
- カーニヴァル リノル（ビザンテ）
- CHAOS;HEAD ドラマCD「The parallel bootleg」（通行人、あやしい男）
- ドラマCD GIRL FRIENDS -ガールフレンズ-
- ドラマCD ガンパレード・マーチ 〜新たなる行軍歌〜（若宮康光）
- ドラマCD テイルズ オブ ヴェスペリア 第4巻
- 危機之介御免（熊六）
- 銀河ロイドコスモX IN ヒーロークロスライン ドラマCD（インクィジター）
- 恋戦隊LOVE&PEACE ドラマCD 1 - 4（ナレーション）
- 小鳩町から散弾銃（ジェイク）
- セイント・バトラーズ 菫の大公と黒の家令（ドロルード公爵）
- 戦国パラダイス-極- 第一巻 ダシが決め手のドラマCD（島左近）
- 戦国パラダイス-極- 第二巻（島左近）
- 日常 シリーズ（笹原幸治郎）
  - ドラマCD 日常の日めくりドラマCD その1
  - ドラマCD 日常の日めくりドラマCD その2
  - ドラマCD 日常の日めくりドラマCD その3
  - ドラマCD 日常の日めくりドラマCD その4
- 這いよれ! ニャル子さん（余市健彦）
- P.S.すりーさん（スタッフ2）
- 武将学園 第二巻〈弐陣〉（前田慶掌）
- BLUE DROP vol.2 TRAITOR SIDE 〜天使の約束〜（レジスタンス）
- 放課後保健室（ヨロイ）
- 妄想少女 ドラマCD（神村しづる、巨大タコ）
- DJCD TVアニメ 貧乏神が!webラジオ もっと激しくお願いしますっっ!!
- Drama CD Real Rode 〜Pure White Disc〜（青の王の使い）
- ドラマCD ルナル・サーガ 〜呪われし真紅の森〜（黒翼鳥）
- SolidS ドラマ1巻 -Don’t work too hard!-（灰月文彦）

### 吹き替え

#### 映画
- アリス・イン・ワンダーランド（腹デカ男、召使いカエル、赤の騎士）※フジテレビ版
- アルゴ（マリノフ〈クリス・メッシーナ〉）
- アンネの追憶（ハネリの父）
- 哀しき獣（社長の部下1）
- グラバーズ（スミス）
- ゴートゥーヘル（ウィットモア〈グレゴリー・ハリソン〉）
- コンシェンス 裏切りの炎（トウ〈タン・カイ〉）
- 昏睡病棟 -COMA- 前編（シューン、潜入の男、店員）
- ザ・キングダム 砂の惑星（コール）
- サンザシの樹の下で（チャンリン）
- シルク・ドゥ・ソレイユ3D 彼方からの物語（エアリアリスト）
- SUPER8/スーパーエイト（リポーター）
- スリーピング ビューティー/禁断の悦び（コック）
- 孫文の義士団（チェンシャン〈カン・リー〉）
- ダークナイト ライジング（アナウンサー）
- ダンス・レボリューション2（マリオ）
- トロール・ハンター（カッレ〈トマス・アルフ・ラーセン〉）
- ナイト・チェイサー（クリス〈ジョナサン・ハワード〉）
- パーティー・ナイトはダンステリア（プライス）
- ハード・ラッシュ（ゴンザロ〈ディエゴ・ルナ〉）
- バイオハザード: ウェルカム・トゥ・ラクーンシティ（ブラッド・ヴィッカーズ〈ネイサン・デイルズ〉[114]）
- パラダイス牧場（ペク・インス〈パク・スヒョン〉）
- ビースト・ストーカー/証人（コーの元夫）
- ブリッツ（クレイグ・ストークス〈ルーク・エヴァンズ〉）
- マーベル・シネマティック・ユニバース
  - キャプテン・アメリカ/ザ・ファースト・アベンジャー（ハインツ・クルーガー〈リチャード・アーミティッジ〉）
  - アベンジャーズ（ブリッジの男性）
  - アイアンマン3（TV局男性4）
- 密告・者（バーバイ〈ルー・イー〉）
- U.M.A レイク・プラシッド ファイナル（ドリュー）
- ライズ・オブ・ザ・レジェンド 〜炎虎乱舞〜（フオ〈ジン・ボーラン〉）
- リネージュ（バッシュ）
- ロスト・フューチャー（長老、ヨマク、バーレン）
- ワイルド・スピード MEGA MAX（ウィルクス）

#### ドラマ
- ALCATRAZ/アルカトラズ（ベイリー、アジア系男客1）
- ARROW/アロー #3（ジェームズ・ホルダー）、#4（ロブ・スコット）
- ARROW/アロー シーズン2（セバスチャン・ブラッド〈ケヴィン・アレハンドロ〉）
- ヴァンパイア・ダイアリーズ シーズン3（ダニエル、ジェラルド、フォーブス）
- ヴァンパイア・ダイアリーズ シーズン4（アレクサンダー）
- ウェイバリー通りのウィザードたち（ロブ・ドニー）
- オースティン&アリー（アナウンサー、銅像男）
- クリミナル・マインド7 FBI行動分析課（ゲーリー）
- ゲーム・オブ・スローンズ（シオン・グレイジョイ〈アルフィー・アレン〉、ロラス・タイレル〈フィン・ジョーンズ〉）
- サイバー諜報員 〜インテリジェンス〜（チャーリー・グリフィン）
- The Sinner -隠された理由-:ジェイミー（ニック・ハース〈クリス・メッシーナ〉[115]）
- THE MENTALIST メンタリストの捜査ファイル シーズン2（スティーブン）
- シークレット・ガーデン（チョンファ）
- 新チャーリーズ・エンジェル（ジェームス・マカル、サントス）
- スーパーナチュラル シーズン8（ダグ）
- スイッチ 〜運命のいたずら〜 シーズン2（ジェフ）
- スタートアップ: 夢の扉（ハン・ジピョン〈キム・ソンホ〉[116]）
- 孫子兵法（沈子成）
- 孫子《兵法》大伝
- CHUCK/チャック シーズン4（ガエス）
- ビッグバン★セオリー/ギークなボクらの恋愛法則（実況アナ）
- プリティ・リトル・ライアーズ シーズン3（ケヴィン）
- FRINGE/フリンジ シーズン4（黒人警官）
- ヤング・スーパーマン シーズン8（ランダル・ブレイデイ）
- ヤング・スーパーマン シーズン9（男声）
- ラスベガス シーズン3（ジュリー・アッカーマン、ロビー・ジアレッソ）
- LAW & ORDER:性犯罪特捜班（エディー、ウエバー）
- LAW & ORDER:UK（サム・ケイシー〈ポール・ニコルズ〉）
- 私はラブ・リーガル2

#### アニメ
- あつまれ!LEGO マーベル・スーパーヒーローズ（アイアンマン / トニー・スターク）
- アベンジャーズ・アッセンブル（アイアンマン / トニー・スターク）
- アルティメット・スパイダーマン（アイアンマン / トニー・スターク）
  - アルティメット・スパイダーマン ウェブ・ウォーリアーズ
- ディノブレイカー（ダーク・ファントム）
- 天官賜福（半月国王）
- トランスフォーマー アドベンチャー（ファーナム）
- バットマン:ブレイブ&ボールド（キャプテン・マーベル）
- ハッピー フィート2 踊るペンギンレスキュー隊（ヒゲペンギン）
- ハルク:スマッシュ・ヒーローズ（アイアンマン）
- パワーパフガールズ（第2作）（ユートニウム博士[117]）
- フィニアスとファーブ マーベル・ヒーロー大作戦（アイアンマン）
- 放課後エージェント!オーサム（チェット）
- ぼくらベアベアーズ（グリズ 他）
- MR.MENショー（怠け者くん、ごちゃごちゃくん、力持ちくん）
- レゴ ニンジャゴー（クリプトー将軍、アシディカス〈シーズン3〉、マズル、オキノ）

### デジタルコミック
- VOMIC γ -ガンマ-（2014年、ホーネットマン）
- J:COM オン デマンド・ビデオパス モーションコミック 虎と狼（2013年、大上謙）
- J:COM オン デマンド・ビデオパス モーションコミック ヤスコとケンジ（2014年、沖健児）

### ラジオ
- 有世と慶久の歴史エンタテインメントP!（Podcasting）
- BLink放送局（ニコニコ生放送：2011年2月6日 - 、近藤隆と共にパーソナリティを務める）
- テニスの王子様 オン・ザ・レイディオ（マンスリーパーソナリティー制のため、不定期出演）
- 川原慶久と村瀬歩の世界樹Webラジオ（YouTube、ニコニコ動画：2016年6月10日 - ）
- 山中真尋&川原慶久のBeautiful Life！（ニコニコ生放送：2017年6月12日 - ）

### ラジオドラマ
- 銀河ロイドコスモX IN ヒーロークロスライン ヒーロークロスラインにクロスせよ!（犯罪ノッカーズ）※智一・美樹のラジオビッグバン内
- クラバート[118]
- ソーシャルメディアマーケター美咲（EC事業部長）
- 花の慶次（2014年、傾奇者C、上杉景勝）

### ナレーション
- 地球ドラマチック 「ツタンカーメンDNA大解析」（ボイスオーバー）
- アジア太平洋資料センター ブラック企業にご用心！―就活・転職の落とし穴
- 鉄道伝説（第1回 - 第12回）
- アキバトル
- 趣味の園芸ビギナーズ（2015年4月 - 6月、10月 - 2016年3月）
- LPGA大人のゴルフ塾
- 日立 世界・ふしぎ発見!（ボイスオーバー）
- 奇跡の地球物語（ボイスオーバー）
- BS世界のドキュメンタリー（ボイスオーバー）
- もっと！海外ドラマ エミー賞は誰の手に!?（AXN）
- 「キャプテン翼シーズン2」キックオフ直前特番（2023年9月28日）

### トークCD
- 近藤隆&川原慶久の「いちゃいちゃCD」※『BLink』創刊号、2011年5月号、7月号付録CD

### BLCD
- アイツの大本命シリーズ（とらちん）
  - アイツの大本命2
  - アイツの大本命3
- 愛と仁義に生きるのさ（長嶺治彦）
- 明け方に止む雨（結城）
- あなたの隣に座らせて（鷹宮信隆）
- イエスかノーか半分か（都築潮）
- 愛しき爪の綾なす濡れごと（東院）
- 犬とおまわりさん。（渡辺広大）
- ウサギ狩り（狩野の子分）
- 鬼の王と契れ（星合豪徳[119]）
- 教師も色々あるわけでシリーズ（井吹隆哉）
  - 教師も色々あるわけで2
  - 最恐教師 〜教師も色々あるわけで〜[120]
- キヨショー 第5巻（羽島圭吾）
- くされ縁の法則シリーズ（黒崎）
  - 独占欲のスタンス 〜くされ縁の法則3〜
  - 激震のタービュランス 〜くされ縁の法則4〜
  - 情動のメタモルフォーゼ 〜くされ縁の法則5〜
  - 蒼眸のインパルス 〜くされ縁の法則6〜
- くちづけは嘘の味シリーズ（加倉井）
  - くちづけは嘘の味
  - くちづけは嘘の味2
- CRITICAL LOVERS（高村春路）
- 恋するインテリジェンス（針生篤）
  - 恋するインテリジェンス2（針生篤）
- 地獄めぐり（下）（鸞）
- 新装版Nobody Knows（ススム）
- ステイゴールド♡ 〜恋のレッスンAtoZ〜（春哉）
- 世界のまんなか イエスかノーか半分か（都築潮）
  - 世界のまんなか イエスかノーか半分か2
- 抱かれたい男1位に脅されています。（高原星悟）
  - 抱かれたい男1位に脅されています。2（高原星悟）
- ちんつぶ3（男子生徒）
- ティアドロップ（瑛仁郎）
- 店内恋愛（木下陽介）
- 東京・心中（千葉凛太郎）
- なんか、淫魔に憑かれちゃったんですけど（橋詰）
- ハートの隠れ家シリーズ（仁）
  - ハートの隠れ家 1[121]
  - ハートの隠れ家 2
  - ハートの隠れ家 2.5　※応募者全員サービス
- はきだめと鶴 (波柴)
- パパ’sアサシン。〜龍之介は飛んでゆく。〜（ダニエル）
- 花降楼シリーズ（東院）
  - 花降楼シリーズ 2 愛で痴れる夜の純情
  - 花降楼シリーズ 6 華園を遠く離れて〜恋路&溺愛〜
- 秘密のゴミ箱でキスをして 秘密のゴミ箱で2（広崎）
- ファインダーの標的（桐嶋啓）※『BE・BOY GOLD』8月号付録
- フェロモン探偵 ドラマCD〜記憶喪失男拾いました〜（如月雪也）
- ペンデュラム－獣人オメガバース－（ジュダ）
- クロネコ彼氏シリーズ（高見沢英）
- はなれがたいけもの（ユドハ）
  - 不機嫌彼氏のなだめ方
  - 不機嫌彼氏のなだめ方ミニドラマCD ※『月刊ディアプラス』2016年4月号付録
  - クロネコ彼氏のあふれ方
- 腐男子クンのハニーデイズ（美作恭吾）
- ふらちな恋のプライス（桐生行成）
- 蛇喰い鳥（二条太一）
- VOID（マキ）
- 本日中にお召し上がりください (樹慎一郎)
- 魔女っ子少年マジカルピースドラマCD 〜大正103年・巡る5つの時間軸〜（アキラ / マギ・ナイト）
- 妄想エレキテルシリーズ（葉神勇助）
  - 妄想エレキテル2
  - 妄想エレキテル3
  - 妄想エレキテル4
- もみチュパ雄っぱぶ♂タイム2 ラブラブ同棲タイム（エイデン）
- LOVE SEXUAL SEXY EFFECT 96 3（柴本一真）
- Lovely Sick 〜恋愛疾患〜（球磨浩一郎）
- Rush!（三和郁）
- レムナント-獣人オメガバース-（ジュダ）
- ロマンスの黙秘権（深見准己）
- 誘惑者の恋（第一王子・アシュラフ）

### CM
- 牙狼-GARO- 〜RED REQUIEM〜（TVスポット）
- サンデーCM劇場 「今際の国のアリス」（アリス〈有栖良平〉[122]）
- JAM Project Complete Box

### 特撮
- ウルトラマンギンガ（ギンガスパーク音声）※ノンクレジット[123]
  - ウルトラマンギンガS（ギンガスパーク音声）
- 環境超人エコガインダーII（破壊超人ロストの声）
  - 環境超人エコガインダーOX（エコガインダーOXの声）

### テレビドラマ
- グラップラー刃牙はBLではないかと考え続けた乙女の記録ッッ（2021年、愚地克巳）
- 恋は闇 第1話・第3話（2025年4月16日・30日、日本テレビ） - 劇中テレビ番組 ナレーション 役

### 実写
- テニプリフェスタ2011 in 武道館（体公演のみ出演）

### 舞台
- FREEMAN第一回旗揚げ解散公演「エムズスタイル」（2008年8月）
- エムズ・スタイル第三回公演 エムズ・スタイル－ユニバァァァース！－（2012年05月）
- 劇団東京都鈴木区 第5回公演「ヒーローアゴーゴー！」（2012年6月 ゴーインブラック）
- 劇団東京都鈴木区 第7回公演「ヒーローアゴーゴー！ 〜デパート屋上編&遊園地編〜」（2013年3月 ゴーインブラック）
- 劇団東京都鈴木区 第10回公演「ヒーローアゴーゴー！〜デパート屋上編2014〜」（2014年7月 ゴーインブラック）

### 玩具
- ウルトラマンギンガ DXギンガスパーク（2013年7月10日）
- ウルトラマンギンガ DXダークスパーク（2014年2月）
- ウルトラマンギンガ ウルトラレプリカ ギンガスパーク（2019年8月）

### その他コンテンツ
- ごはんぢゃワン　いっしょにごはん（パパぢゃワン[124]）
- 神酒ノ尊-ミキノミコト-（雁木 [125])
- ムーミンバレーパーク・エンマの劇場「自由でしあわせな生活」（2021年3月14日 - 、白の預言者[126]）

## ディスコグラフィ

### キャラクターソング
| 発売日  | 商品名                                                             | 歌                                                                 | 楽曲                                          | 備考                                                |
| 2003年  | 2003年                                                             | 2003年                                                             | 2003年                                        | 2003年                                              |
| ------- | ------------------------------------------------------------------ | ------------------------------------------------------------------ | --------------------------------------------- | --------------------------------------------------- |
| 1月22日 | テニスの王子様 THE BEST OF RIVAL PLAYERS I Kippei Tachibana        | 橘桔平（川原慶久）                                                 | 「Victory Road」                              | テレビアニメ『テニスの王子様』関連曲                |
| 2008年  |                                                                    |                                                                    |                                               |                                                     |
| 8月27日 | プリズム                                                           | 橘桔平（川原慶久）、神尾アキラ（鈴木千尋）                         | 「プリズム」                                  | テレビアニメ『テニスの王子様』関連曲                |
| 8月27日 | プリズム                                                           | 橘桔平（川原慶久）                                                 | 「Spirits of Hunter 〜獅子の信念〜」          | テレビアニメ『テニスの王子様』関連曲                |
| 2011年  |                                                                    |                                                                    |                                               |                                                     |
| 9月7日  | 日常 キャラクターソング その7 笹原のコジロウポルカ                 | 笹原幸治郎（川原慶久）                                             | 「笹原のコジロウポルカ」 「笹原の桜舞う時定」 | テレビアニメ『日常』関連曲                          |
| 10月5日 | 日常の合唱曲                                                       | 笹原幸治郎（川原慶久）、立花みさと（堀川千華）、中之条（山本和臣） | 「巣立ちの歌」                                | テレビアニメ『日常』エンディングテーマ              |
| 2012年  |                                                                    |                                                                    |                                               |                                                     |
| 1月     | 『俺たちに翼はない』BD&DVD Volume1 - 3連動購入特典スペシャルCD     | ハリュー・クロード（川原慶久）                                     | 「身長140cmの世界—LIVEver.—」                 | テレビアニメ『俺たちに翼はない』関連曲              |
| 2月29日 | 未来日記インスパイアードアルバム Vol.2 〜因果律デシベル〜          | 平坂黄泉（川原慶久）                                               | 「正義戦隊ゴ12th !!」                         | テレビアニメ『未来日記』関連曲                      |
| 2017年  |                                                                    |                                                                    |                                               |                                                     |
| 9月27日 | ボーイフレンド（仮）プロジェクト ミュージックアルバム 藤城学園 #01 | 向井和樹（川原慶久）                                               | 「tell to you」                               | ゲーム『ボーイフレンド（仮）きらめき☆ノート』関連曲 |
| 2018年  |                                                                    |                                                                    |                                               |                                                     |
| 1月24日 | ボーイフレンド（仮）プロジェクト ミュージックアルバム 藤城学園 #02 | 歴代サッカー部                                                     | 「歴代サッカー部」                            | ゲーム『ボーイフレンド（仮）きらめき☆ノート』関連曲 |

### その他参加作品
- 時計仕掛けのブリキおじさん キリギリスの儚 （川原慶久＆下和田裕貴）

### シリーズ一覧
1. ↑  第1作（2001年 - 2003年）、第2作『新テニスの王子様』（2012年）、第3作『新テニスの王子様 U-17 WORLD CUP』（2022年）
2. ↑  第1期（2007年）、第2期『Mission-E』（2008年）
3. ↑  第1期（2008）、第2期『銀魂’』（2011年）
4. ↑  第1期（2008年）、第2期『真・恋姫†無双』（2009年）
5. ↑  第1期（2008年 - 2009年）、第2期『II』（2010年 - 2011年）、第3期『III』（2018年）
6. ↑  テレビシリーズ（2009年）、特別編『けんぷファー für die Liebe』（2011年）
7. ↑  第1期（2010年 - 2011年）、第2期（2011年 - 2012年）、第3期（2012年 - 2013年）
8. ↑  第1期（2010年 - 2013年）、第2期（2014年 - 2016年）、第3期（2018年 - 2019年）、続編『100年クエスト』（2024年）
9. ↑  第1期（2010年）、第2期『夢色パティシエールSP プロフェッショナル』（2010年）
10. ↑  第1期（2012年）、第2期『第二章』（2012年）
11. ↑  第2期『S』（2013年）、第3期『T』（2020年）
12. ↑  第1期（2013年）、第2期『続』（2015年）
13. ↑  第1期（2014年 - 2015年）、第2期『100』（2015年 - 2016年）、第3期『DDD』（2016年 - 2017年）、第4期『X』（2017年 - 2018年）、第4.5期『X オールスターファイト』（2018年）
14. ↑  第3期『NEW GENERATION』（2017年）、第5期『LIMIT BREAK』（2022年）
15. ↑  第1期（2017年）、第2期『2』（2021年）
16. ↑  第1期（2018年）、第2期『Second BEAT!』（2020年）、第3期『Third BEAT!』第1クール（2021年）、第3期『Third BEAT!』第2クール（2022年 - 2023年）
17. ↑  第3期（2018年）、最終章（2018年）
18. ↑  第1期（2018年）、第2期（2020年）
19. ↑  Season 1（2024年）、Season 2（2025年）
20. ↑  『Z』（2008年）、『第2次Z再世篇』（2012年）、『第3次Z天獄篇』『第3次Z連獄篇』（2015年）、『DD』（2022年）
21. ↑  『XIV』（2016年）[92]、『ALLSTAR』（2019年）、『XV』（2022年）[93]

### ユニットメンバー
1. ↑  如月斗真（西田雅一）、向井和樹（川原慶久）